# 187 (фильм)
187 (в оригинале — One eight seven) — американский драматический триллер 1997 года с Сэмюэлем Л. Джексоном в главной роли.

## Сюжет
Средь белого дня, в одной из нью-йоркских школ, происходит покушение на жизнь учителя старших классов из Бруклина Тревора Гарфилда. Это один из его учеников, из мести, совершает попытку убить Гарфилда прямо на глазах у всех. С тяжёлыми ножевыми ранениями, он выживает и, чтобы справиться с психологической травмой и физическими последствиями нападения, он переезжает в тёплый штат Калифорнию, в город Лос-Анджелес.
Однажды, ему предлагают место на замену учителя в одной из старших школ (англ.), и он охотно соглашается. Полный энтузиазма, он погружается в работу и хочет помочь старшеклассникам из трудных семей получить диплом. Но и тут, он сталкивается с бандой из трудновоспитуемых подростков, с которыми у него сразу не завязываются отношения. Они терроризируют его и делают его жизнь невыносимой. Постепенно, его идеализированный мир рушится, и он вынужден прибечь к более радикальным мерам.
Когда его терпению приходит конец, он заставляет подонков одного за другим расплачиваться кровью за каждый совершённый проступок. И так, казалось бы, ушедшая проблема прошлого появляется снова, а спираль насилия, страха, жестокости и убийств опять начинает виться вокруг его персоны. В его окружении появляется всё больше трупов подростков, и подозрение полиции падает на него. Но, и предводитель банды Сесар Санчез желает свести счёты со своим «надменным» учителем.

## В ролях
| Актёр                   | Роль            |
| ----------------------- | --------------- |
| Сэмюэл Л. Джексон       | Тревор Гарфилд  |
| Джон Хёрд               | Дэйв Чилдресс   |
| Келли Роуэн             | Эллен Хенри     |
| Клифтон Коллинз-младший | Сесар Санчез    |
| Тони Плана              | директор Гарсия |
| Карина Арройяве         | Рита Мартинес   |
| Method Man              | Деннис Броудвэй |
| Лайза дель Мандо        | одна из учениц  |

## Создание
Название фильма связано со сленговым названием убийства в Уголовном кодексе Калифорнии (англ. California Penal Code) описанного в разделе 187, который определяет убийство.

### Сценарий
Оригинальный сценарий был написан в 1995 году Скоттом Йейджманом, учителем-заменителем средней школы Лос-Анджелеса с семью годами пребывания в должности. Он написал сценарий после инцидента, когда жестокий студент-новобранец угрожал убить его и его семью. Йейджман сообщил об угрозе властям, и студент был арестован. 
Примерно через неделю он был вызван окружным прокурором для дачи показаний против студента в суде, где студент был привлечён к ответственности за удар ножом помощника учителя за год до этого. Это разозлило Йейджмана, которому заранее ничего не сказали, и побудило его написать сценарий. Он утверждал, что 90% материала фильма основано на инцидентах, которые произошли с ним и другими учителями в реальной жизни.

## Саундтрек
Список песен
| No. | Title                               | Performing artist       | Length |
| --- | ----------------------------------- | ----------------------- | ------ |
| 1.  | "Slack Hands"                       | Galliano                | 4:46   |
| 2.  | "Spying Glass"                      | Massive Attack          | 5:20   |
| 3.  | "Release Yo' Delf (Prodigy Remix)"  | Method Man              | 4:54   |
| 4.  | "Stem"                              | DJ Shadow               | 3:25   |
| 5.  | "Flipside"                          | Everything But the Girl | 4:30   |
| 6.  | "Karmacoma"                         | Massive Attack          | 5:21   |
| 7.  | "In November"                       | Dave Darling            | 4:28   |
| 8.  | "Neither Sing Sing nor Baden Baden" | Bang Bang               | 5:57   |
| 9.  | "Raincry"                           | God Within              | 5:40   |
| 10. | "Pregao"                            | Madredeus               | 4:03   |
| 11. | "The Wilderness"                    | V Love                  | 5:16   |
| 12. | "Mankind, Pt. 2"                    | Jalal Mansur Nuriddin   | 5:02   |

## Приём

### Сборы
При бюджете в 23 000 000 долларов, фильм стал большим разочарованием в финансовом плане и собрал за всё время проката, и по всему миру, 5,7 млн долларов, что позволяет назвать картину большим финансовым провалом.

### Рейтинги
На агрегаторе рецензий Rotten Tomatoes, кинокритики не оценили насилие и жестокость среди старшеклассников, что в действительности является самой насущной проблемой в старших школах по всей Америке, и из 27 обозрений всего 30 % оказались положительными, в то время, как обычному зрителю, с его 67 % одобрения, фильм пришёлся по душе.